# Йорос (Удмуртія)
Йоро́с (округа, навколишня місцевість) (рос. ёрос) — район, адміністративно-територіальна одиниця Удмуртської Республіки, Росія.
Постановами обласного виконавчого комітету Вотської автономної області від 11 червня та президії ВЦВК від 15 липня 1929 року замість повітів і волостей в автономній області було організовано 21 район. З 1 серпня 1929 року вони офіційно стали називатись йоросами. Однак постановою президії обласного виконавчого комітету від 11 березня 1934 року назва йорос була ліквідована і відновлена назва район. Вже після розпаду СРСР республіканська терміно-орфографічна комісія з удмуртської мови при голові Державної Ради Удмуртської Республіки 1995 року рекомендувала вживати назву йорос, але офіційного затвердження назва так і не отримала.

## Джерело
- Удмуртская республика : энциклопедия / гл. ред. В. В. Туганаев. — Ижевск : Удмуртия, 2000. — 800 с. — 20 000 экз. — ISBN 5-7659-0732-6.